# Taraxacum subxanthostigma
Taraxacum subxanthostigma — вид квіткових рослин з родини айстрових (Asteraceae). Вид зростає в Європі: Чехія, Данія, Фінляндія, Німеччина, Велика Британія, Польща; інтродукований до Британської Колумбії; це багаторічна рослина помірних біомів.